# 神经性胃炎
神经性胃炎（英文：Neurogenic Gastritis）是一种因神经持续紧张而引起的胃炎。源自胃部对外部刺激的强烈反应，症状如急/慢性胃炎，刺激消除后会自行痊愈。